# Villiers-sur-Morin
Villiers-sur-Morin är en kommun i departementet Seine-et-Marne i regionen Île-de-France i norra Frankrike. Kommunen ligger i kantonen Crécy-la-Chapelle som tillhör arrondissementet Meaux. År 2022 hade Villiers-sur-Morin 2 067 invånare.

## Befolkningsutveckling
Antalet invånare i kommunen Villiers-sur-Morin
| Referens: INSEE |